# قوشه دگرمان
قوشه دگرمان روستایی در دهستان رضوان بخش کالپوش شهرستان میامی استان سمنان ایران است.

## جمعیت
بر پایه سرشماری عمومی نفوس و مسکن در سال ۱۳۹۵ جمعیت این روستا ۵۰۰ نفر (۱۷۰ خانوار) بوده‌است.